# Aipütosz (Árkádia királya)
Aipütosz illetve az Iliaszban Aipütiosz (ógörögül: Αἵπυτος, latinul: Aepytus, Æpytus illetve ógörögül: Αἰπύτιος, latinul: Æpytius) Árkádia egyik mitikus királya, aki eredetileg az Alfeiosz partján fekvő Phaesana felett uralkodott.
Homérosz az Iliaszban (II. 604) Aipütiosz névváltozattal említi sírját:
„És ki a Külléné alján élt, Arkadiában,
Aipütiosz sírjánál, hol jó harcosok élnek:
kik Pheneoszt lakták, meg a sokjuhu Orkhomenoszt is,
Rhípét és Sztratiét, meg a szélkedvelte Eniszpét,
és Tegeát lakták, s a kies szép Mantineát is,
s Sztümphálosz táját lakták és Parrhasziát is:”
Elátosz (Elatus) fia, Arkasz unokája.
Elátosz és Laodiké (Kinürász lánya) gyermekei voltak Sztümphalosz, Pereusz, Aipütosz, Iszküsz és Külléne.
(Más változat szerint viszont Elátosz felesége Hippea, és gyermekeik Polüfémosz, Kéneosz, Iszküsz és Ampükosz.)
Szerepel Pindarosz Olümpiai ódák című művében és felmerül Hésziodosz ’Hősnők katalógusa’ (Γυναικῶν Κατάλογος) 166-os számú töredékében is.
Elátosz halála után Sztümphalosz, majd Azan fia, Kleitor lett Árkádia királya, aki azonban gyermektelenül halt meg. Ezt követően lett unokaöccse, Aipütosz Árkádia királya.
Poszeidón Pitané nimfától született lányát, Euadnét saját lányaként nevelte fel. A lány Apollóntól esett teherbe. Aipütosz a születendő gyermek apjáról kérdezte a delphoi jósdát, és elégedett volt a kapott válasszal, de hazatérve megtalálta a már megszületett és elhagyott fiúgyermeket. Isteni közreműködés révén lelte meg a fiút, Iamoszt ibolyák között, akit két kígyó táplált. Miután Aipütosz felnevelte, a későbbi olümpiai Iamid látnokcsalád mítikus őse lett.
Aipütosz vadászat közben kígyómarás következtében halt meg. A Külléne hegytől nyugatra fekvő hegyet, ahol ez történt és ahol sírja is található, a kígyó fajtájáról (ógörögül: σὴψ) Szépia-hegynek ((Όρος Σηπία) nevezték. A kígyófajta, amelynek harapása heves szomjúságot és az érintett testrész gennyedését okozta, valószínűleg egy helyi viperafajta volt. A kígyófajta nevéből származik a szepszis azaz vérmérgezés kifejezés is. Pauszaniasz is felkereste a helyet, és még az is felmerült, hogy ásatásokat is végzett a helyszínen, de ezt mások vitatják. Feltehetően későbbi ókori legenda szerint a sírban hatalmas kincset rejtettek el.
A Szépia-hegy Goura (Γκούρα) és Pászi (Μπάσι, ma: Droszopigi - Δροσοπηγή, Κορινθία) között található, Aipütosz sírja pedig valahol Droszopigi falu környékén esetleg alatta lehet.
Bár egyes források Tleszenort és Pirithoszt az ő fiaiként említik, Aipütoszt unokatestvére, Aleosz követte a trónon.